# لويزا كولينجز
لويزا إليزابيث كولينجز (بالإنجليزية: Louisa Collings)‏ (4 يونيو 1818 أو 1828 - 24 مارس 1887). عالمة أحياء وتاريخ طبيعي من جزر القنال. وهي زوجة وليام توماس كولينجز رئيس الكهنة في جزر القنال الإنكليزية.

## مجموعتها من الأشنيات
وُلدت كولينز إما في 4 يونيو 1818. أو في 4 يونيو 1828. وكانت أكبر أخواتها الثلاث. عمل والدها كعالم طبيعي في جزر القنال الإنكليزية. من المرجح أنَّ لويزا كولينجز وشقيقاتها لم يتلقين أي تعليم رسمي بسبب وجهات النظر التي كانت سائدة في القرن التاسع عشر حول تعليم الإناث. كان اهتمامها المبكر بالأشنيات على الأرجح بسبب تأثير والدها، والذي ورثت منه العديد من العينات التي جمعها بنفسه. لاحقاً تبادلت كولينز عيناتها مع هواة جمع آخرين، وجمعت في نهاية المطاف مجموعة عينات تضم أكثر من 1300 عينة، مُحتفظ بها حتى الآن في مجموعة مؤلفة من 32 مجلداً. وجمعت عام 1862 قائمة تضم 150 نوعاً من الأشنيات التي عثرت عليها في جزيرة غيرنسي، وعرضتها على الجيولوجي ديفيد أنستد الذي كان يكتب حينها كتاباً عن جزر القنال.

## عائلتها
تزوجت لويزا من ابن عمها وليام توماس كولينجز في 15 يونيو 1847. وأجري حفل الزفاف في كنيسة سانت سافيور:71. ورزق الزوجان بأربع بنات وولدين. توفيت لويزا في 24 مارس 1887 بعد أن عانت من ذات الرئة لمدة ثلاثة أيام ، وانتقلت مجموعتها القيمة من الأشنيات إلى متحف Guille-Allès الذي أنشئ حديثاً في غيرنسي، وما زالت تعتبر واحدة من أهم مجموعات التاريخ الطبيعي هناك.